# Parafia Miłosierdzia Bożego w Sasinie
Parafia Miłosierdzia Bożego w Sasinie – parafia rzymskokatolicka, znajdująca się w diecezji pelplińskiej, w dekanacie Łeba.